# Kanton La Rochelle-5
Der Kanton La Rochelle-5 war von 1985 bis 2015 ein französischer Wahlkreis im Arrondissement La Rochelle, im Département Charente-Maritime und in der damaligen Region Poitou-Charentes. Die landesweiten Änderungen in der Zusammensetzung der Kantone brachten im März 2015 seine Auflösung. Vertreter im Generalrat des Départements waren zuletzt für die Jahre 1992–2011 Jack Proust (PRG) und für 2011–2015 Yann Juin (ebenfalls PRG). 

## Gemeinden
Der Kanton bestand aus vier Gemeinden und einem Teil der Stadt La Rochelle (angegeben ist hier die Gesamteinwohnerzahl; im Kanton lebten etwa 4.000 Einwohner von La Rochelle):
| Gemeinde     | Einwohner Jahr | Fläche km² | Bevölkerungsdichte | Code INSEE | Postleitzahl |
| ------------ | -------------- | ---------- | ------------------ | ---------- | ------------ |
| Esnandes     | 2.083 (2013)   | 7,45       | 280 Einw./km²      | 17153      | 17137        |
| Marsilly     | 2.844 (2013)   | 11,91      | 239 Einw./km²      | 17222      | 17137        |
| Puilboreau   | 5.781 (2013)   | 7,88       | 734 Einw./km²      | 17291      | 17138        |
| La Rochelle  | 74.344 (2013)  | –          | – Einw./km²        | 17300      | 17000        |
| Saint-Xandre | 4.330 (2013)   | 13,29      | 326 Einw./km²      | 17414      | 17138        |